# Скубак, Виктор Григорьевич
Виктор Григорьевич Скубак (род. 20 июня 1948, г. Ворошиловград) — советский украинский художник-живописец, член Национального союза художников Украины. Заслуженный художник Украины.

## Биография
Скубак Виктор Григорьевич родился 20 июня 1948 года в г. Ворошиловграде.
Учился в детской художественной школе. В 1968 с отличием закончил Луганское государственное художественное училище.
В 1974 получил диплом Киевского художественного института (ныне НАОМА) с квалификацией «художник-живописец, педагог». Учителями были: О. Лопухов, М. Хмелько, А. Пламеницкий, Л. Витковский.
Творчеством занимается с 1974 года, работает в области в станковой живописи.
В 1990—1993, а также в 1993—1996 гг. занимал должность Председателя правления Луганской областной организации СХ Украины.
С 1999 г. работает в Луганском колледже культуры и искусств. С 2002 г. — преподаёт в Луганской государственной академии культуры и искусств спецдисциплины по специальности «Изобразительное искусство, декоративное искусство, реставрация».
В 2009 г. В. Скубаку присвоено звание Заслуженного художника Украины. В 2013 г. он получает учёное звание доцента.
Был участником 130 художественных выставок — областных, республиканских, международных. 11 персональных выставок состоялись в Киеве, Луганске, Кременной. Работы мастера находятся в музеях и частных коллекциях: Российской Федерации, Украины и за рубежом (Япония, США, Китай, Канада, Испания, Германия, Великобритания, Болгария, Польша, Нидерланды, Монако), в Луганском художественном и краеведческом музеях, музее В. Даля, Севастопольском и Стахановском художественных музеях. В различных печатных изданиях представлены 180 репродукций его картин в более чем 130 публикациях.

## Творчество
Об индивидуальном стиле мастера искусствовед Мария Хрущак говорит так:
«Импрессионистическая передача света, быстрый мазок позволяют Скубаку передать первое, неповторимое впечатление от увиденного совершенства творений Природы».
«…Профессиональное владение техникой, чувство цвета и взвешенные (гармоничные) композиционные решения дают возможность художнику свободно работать как с различными сюжетами, так и пользоваться различными технологическими особенностями живописи».
Картины:
- «На Дунае» (1970);
- «Старый дом» (1981);
- «Розовый дом» (1984);
- «Весна» (1985);
- «Первый снег» (1985);
- «Рени» (1987);
- «Порт» (1987);
- «Круча» (1987);
- «Измаил» (1987);
- «Чайки» (1987);
- «Лодки» (1988);
- «Зимний парк» (1988);
- «Тополь» (1989);
- «Белый пейзаж» (1989);
- «Красные крыши», (1990);
- «Лето» (1990);
- «Городской пейзаж» (1990);
- «Пиво у фонтана» (1991);
- «Рябина» (1996);
- «Мокрое село» (1998);
- «Пейзаж» (1999);
- «Когда заканчивается лето» (1999);
- «Тихая улица» (1999);
- «Тихая улица» (1999);
- «Переменчивая весна» (2001)
- «Голубая весна» ();
- «Желтые цветы» ();
- «У реки» ();
- «Холодный парк» ();
- «Крутой берег реки» ();